# Nachen

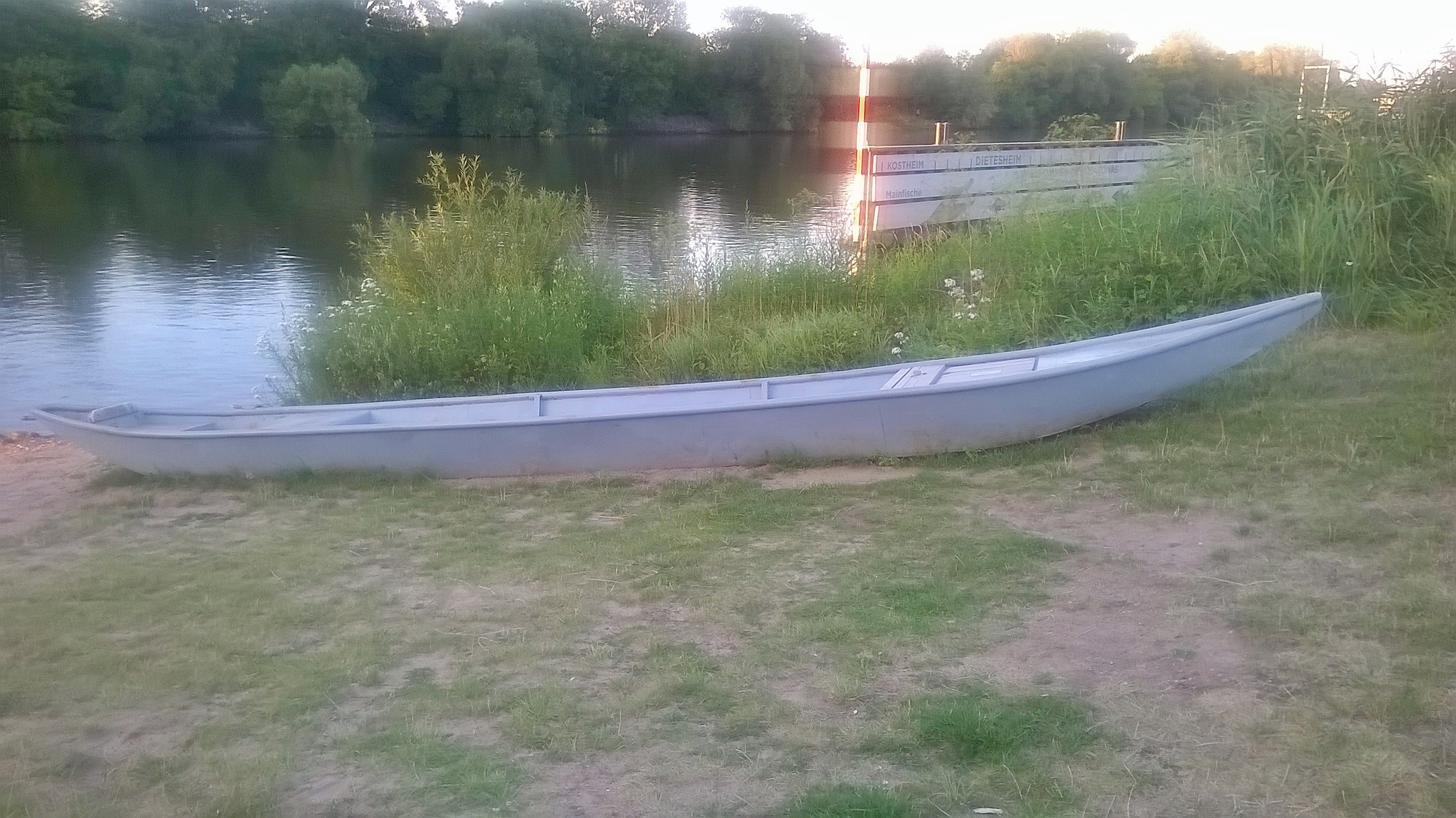
Fischer-Nachen am Main

Ein Nachen (althochdeutsch Nahho, germanisch Nakwa, indogermanisch Nagua) bezeichnet ursprünglich einen Einbaum, ein kompaktes, flaches Boot bzw. einen Kahn für die Binnenschifffahrt.
In den Fluss- und Auenlandschaften Süddeutschlands wird der traditionell aus Eiche gefertigte Fischer- und Fährkahn auch als Nachen oder Nache bezeichnet. Es ist ein kleiner Kahn ohne Aufbauten, der durch Muskelkraft (Rudern oder Stochern) angetrieben wird und der dem Weidling sehr ähnlich ist. Alternative Bezeichnungen für diese süddeutschen kleinen Kähne sind auch Dreibord oder Stocherkahn. Als Angelnachen für den Hobbyangler oder bei den beliebten Nachenfahrten auf dem Altrhein können auch offene Bootstypen aus anderen Materialien oder mit anderem Antrieb zum Einsatz kommen. Noch bis vor wenigen Jahrzehnten gab es auf den Nette-Seen den nur dort vorkommenden Dreibordnachen.
Außerhalb der Fluss- und Auenlandschaften Süddeutschlands ist das Wort Nachen häufig nur noch aus der Literatur, insbesondere aus Poesie, Mythologie und aus den Gemäldesammlungen der Kunstmuseen bekannt. Richard Wagners Lohengrin, der Reiter vom Bodensee, der Fährmann zur Toteninsel und der bayerische König Ludwig und viele Märchengestalten benutzten Nachen statt profaner Schiffe, Boote oder Kähne.
Traditionell wurde und wird östlich der Elbe, besonders im Havelland und im früheren Ostpreußen für einen kleinen Kahn ähnlich der Verwendung des Nachens der Begriff Handkahn verwendet. Der Maler Max Pechstein bezeichnete eines seiner Bilder Handkahn.
Andere Boote (regional unterschiedliche Benennung):
- Kahn – flaches, größeres Arbeitsboot, Lastschiff, Schleppschiff
- Schelch – einst auf Main und Werra üblicher Schiffstyp mit ungedecktem Laderaum
- Ponton – Arbeits-, Bau- oder Armeeboot, bzw. Floß
- Weidling – hauptsächlich Fischerboot (aus Weidenholz)
- Barke – poetisch, besonders im Mittelmeerraum
- Zille – flaches Arbeitsboot, auch als Fähre verwendet
- Ledischiff oder Nauen – schweizerische Bezeichnung für ein Lastschiff
- Schaluppe – ein Beiboot für größere Schiffe, Hafenboot
- Nähe – vor allem im 15. Jahrhundert wurden in Deutschland große, flachgebaute Fähren mit geringem Tiefgang so bezeichnet. Die zum Übersetzen von Tieren und Personen verwendeten hölzernen Fahrzeuge wurden vor allem auf dem Rhein und dem Neckar eingesetzt.

## Beispiele aus der Literatur
- Wie der Fluß in Breit und Länge / So manchen lustigen Nachen bewegt … (Johann Wolfgang von Goethe: Faust I, Vor dem Tor, Zeile 931 ff.)
- Im Takte deines Herzens schwankt mein Nachen, / Mein Herze weint, und alle Sterne lachen. (Heinrich Mann: Professor Unrat, Lied der Rosa Fröhlich im 6. Kapitel)
- Und deckt’ ihn die Rinde von Eis nicht zu, / ich spräch, aus dem Nachen stiegest du. (Gustav Schwab: Der Reiter und der Bodensee)
- Ein Schwan zieht einen Nachen dort heran! Ein Ritter drin hoch aufgerichtet steht! (Richard Wagner: Lohengrin, 1. Aufzug, 2. Szene)
- Und sieh! — Ein Feennachen, von Libellen / Gezogen, dort stromauf geschwommen kam. (Joseph Viktor Widmann: Thunersonate von Johannes Brahms, Textarchiv – Internet Archive)
- Ein kleiner Nachen führt wohl auf Bächen und Lachen; aber auf Meereswellen würd (muss) er zerschellen. (Wanders Deutsches Sprichwörter-Lexikon)
- Herbert Stertz: Havelschiffahrt unter Dampf. Wirtschaftsfaktor und Erlebnis. Media@Vice, Pritzwalk 2006, ISBN 3-00-019924-1, Seite 115 ff.
- Fahren wir froh im Nachen / Himmel und Erde lachen (Giovanni Gastoldi: Amor Vittorioso (deutscher Text von Peter Cornelius))
- "Zage nimmer, und dein Nachen wird trotz Sturm den Hafen schau’n." (Schleswig-Holstein meerumschlungen) Landeshymne Schleswig-Holsteins